# Tatra T6C5
Tatra T6C5 – oznaczenie prototypowego tramwaju wyprodukowanego w jednym egzemplarzu w roku 1998 w zakładach ČKD w Pradze w Czechach.

## Konstrukcja
Tramwaj T6C5 (wywodzący się z tramwajów Tatra T6A2 i Tatra T6A5) to jednoczłonowy, dwukierunkowy, wysokopodłogowy wóz z czterema (po dwa na każdą stronę wagonu) drzwiami odskokowymi. Wagon posiada dwie klimatyzowane kabiny motorniczych. Wyposażenie elektryczne typu TV14 wyposażono w tyrystory. Wóz posiada jeden połówkowy pantograf. Montowane mogą być podwozia na rozstaw torów 1435 mm, a także inne rozstawy.

## Dostawy
| Państwo           | Miasto         | Lata dostaw    | Liczba | Numery taborowe | Uwagi    |  |
| ----------------- | -------------- | -------------- | ------ | --------------- | -------- |  |
| Stany Zjednoczone | Nowy Orlean    | 1998           | 1      |                 | prototyp |  |
| Łączna liczba:    | Łączna liczba: | Łączna liczba: | 1      |                 |          |  |

## Eksploatacja
Wagon był początkowo testowany w Pradze, a następnie (po zmianie wózków na rozstaw szyn 1587,5 mm) został przewieziony do Nowego Orleanu. Tam testowany był do roku 2000, a następnie podjęto jego liniową eksploatację. Pomimo tego, że wóz sprawował się dobrze, przewoźnik zaniepokoił się niepewną przyszłością finansową zakładów ČKD i w roku 2001 wagon został zwrócony producentowi.
Nietypowym wagonem zainteresował się wtedy przewoźnik z niemieckiego miasta Strausberg, gdzie niezbędna jest obsługa 6 kilometrowego jednotorowego odcinka bez pętli końcowej. Eksploatowano tu już na liniach nocnych wozy Tatra KT8D5, ale ze względu na ich większą niż potrzebna pojemność, zdecydowano się na zakup tramwaju T6C5. Po zmianie wózków na rozstaw 1435 mm i kolejnych jazdach próbnych w Pradze, wagon jest eksploatowany w Strausbergu od roku 2003 pod nr 30.